# Mate Vatsadze
Mate Vats'adze (in georgiano მათე ვაწაძე?; Tbilisi, 17 dicembre 1988) è un calciatore georgiano, attaccante della Dinamo Tbilisi.

## Palmarès

### Club

#### Competizioni nazionali
- Campionato georgiano: 2

Dinamo Tbilisi: 2007-2008
Dinamo Batumi: 2023
- Supercoppa di Georgia: 2

Dinamo Tbilisi: 2008
Dinamo Batumi: 2022
- Coppa di Georgia: 1

Dinamo Tbilisi: 2008-2009